# Орбіта снігової кучугури
«Орбіта снігової кучугури» (англ. The Snowbank Orbit) — науково-фантастична повість Фріца Лайбера, вперше опублікована журналом «If» у вересні 1962 року.

## Сюжет
Коли земляни тільки почали посилати свої космічні кораблі від Меркурія до Урана, на них напали прибульці на антигравітаційних кораблях із лазерним озброєнням. Вони знищили всі космічні кораблі землян, хоча більше цікавились газовими гігантами, напевно, для поповнення палива.
П'ять земних кораблів, які прямували до Меркурія, були перенаправлені до Урана, щоб врятувати їх від знищення. Зазнавши переслідування, вони змушені були витратити більшість палива для розгону. На момент їхнього наближення до Урана, більшість прибульського флоту була знищена новими ракетами землян.
Капітану флотилії довелось ухвалити рішення про зменшення швидкості шляхом проходження через щільну і холодну атмосферу Урана.